# NGC 1279
NGC 1279 este o galaxie lenticulară situată în constelația Perseu. A fost descoperită în 12 decembrie 1876 de către John Dreyer. Se află la o distanță de 98,64 de megaparseci de Pământ.